# Fushë Bulqizë
Fushë  è una frazione del comune di Bulqizë in Albania (prefettura di Dibër).
Fino alla riforma amministrativa del 2015 era comune autonomo, dopo la riforma è stato accorpato, insieme agli ex-comuni di Bulqizë, Gjoricë, Martanesh, Ostren, Shupenzë, Trebisht e Zerqan a costituire la municipalità di Bulqizë.

## Località
Il comune è formato dall'insieme delle seguenti località:
- Fushe-Bulqize
- Dushaj
- Dragua-Bulqize
- Koca